# La Ville des frelons
La Ville des frelons (Hornet's Nest) est un roman policier américain de Patricia Cornwell publié en 1996.